# Равне (община Айдовшчина)
Вижте пояснителната страница за други значения на Равне.
Равне (на словенски: Ravne) е село в Словения, регион Горишка, община Айдовшчина. Според Националната статистическа служба на Република Словения през 2015 г. селото има 140 жители.